# Žabokreky nad Nitrou
Žabokreky nad Nitrou – wieś (obec) w powiecie Partizánske, w kraju trenczyńskim na Słowacji. Znajduje się w północnej części Niziny Naddunajskiej.